# Imker

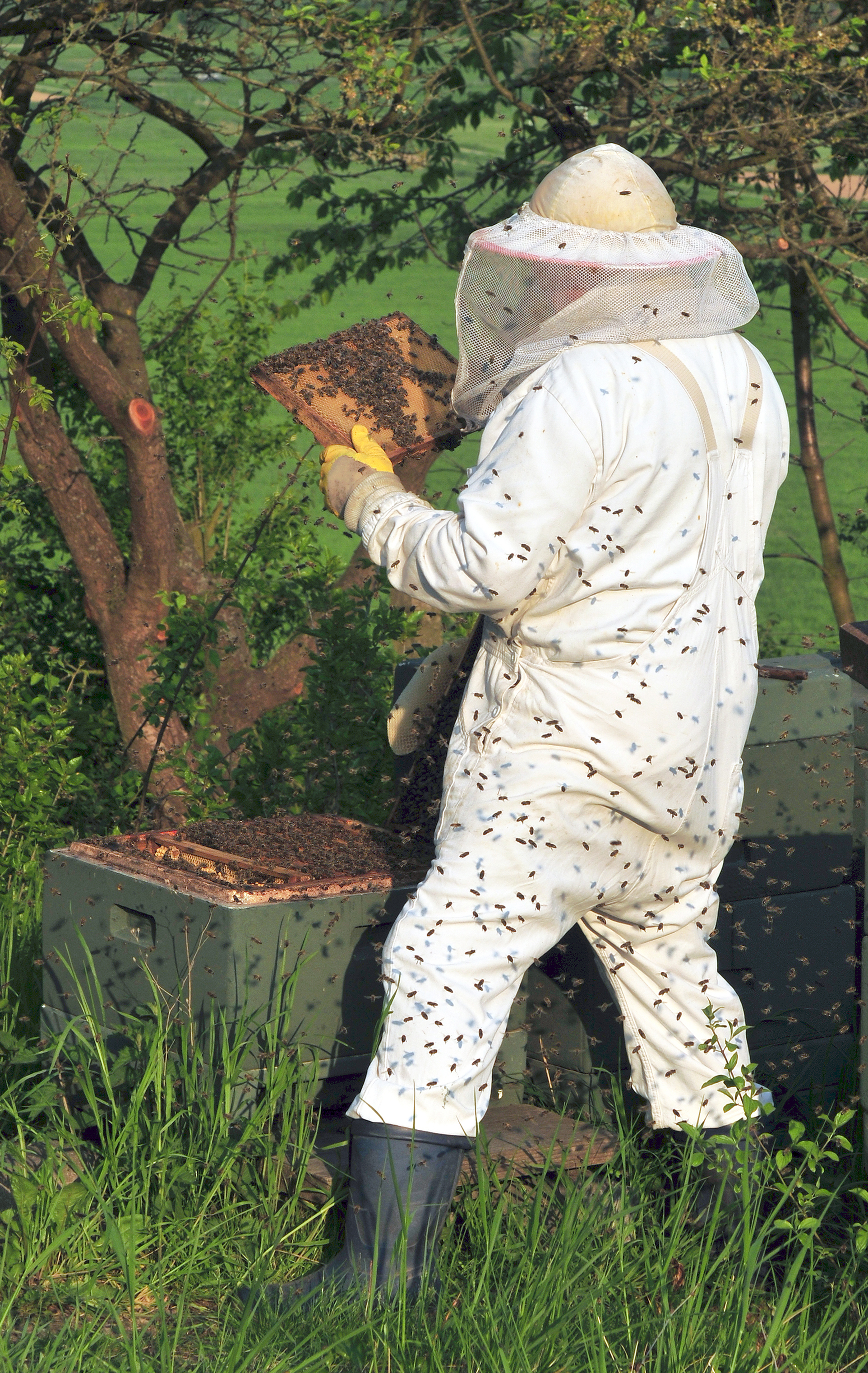
Een imker in een beschermingspak

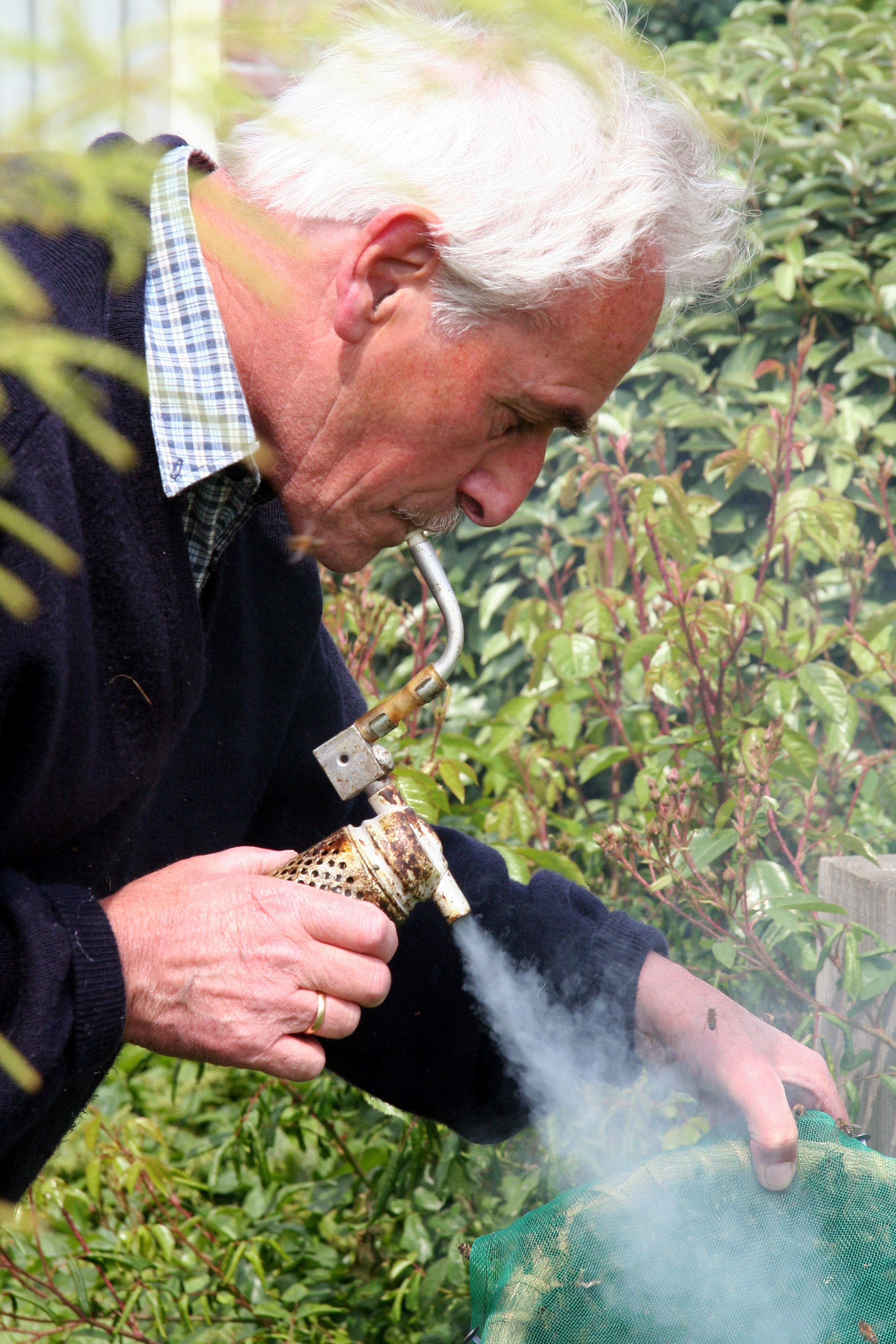
Een imker aan het werk

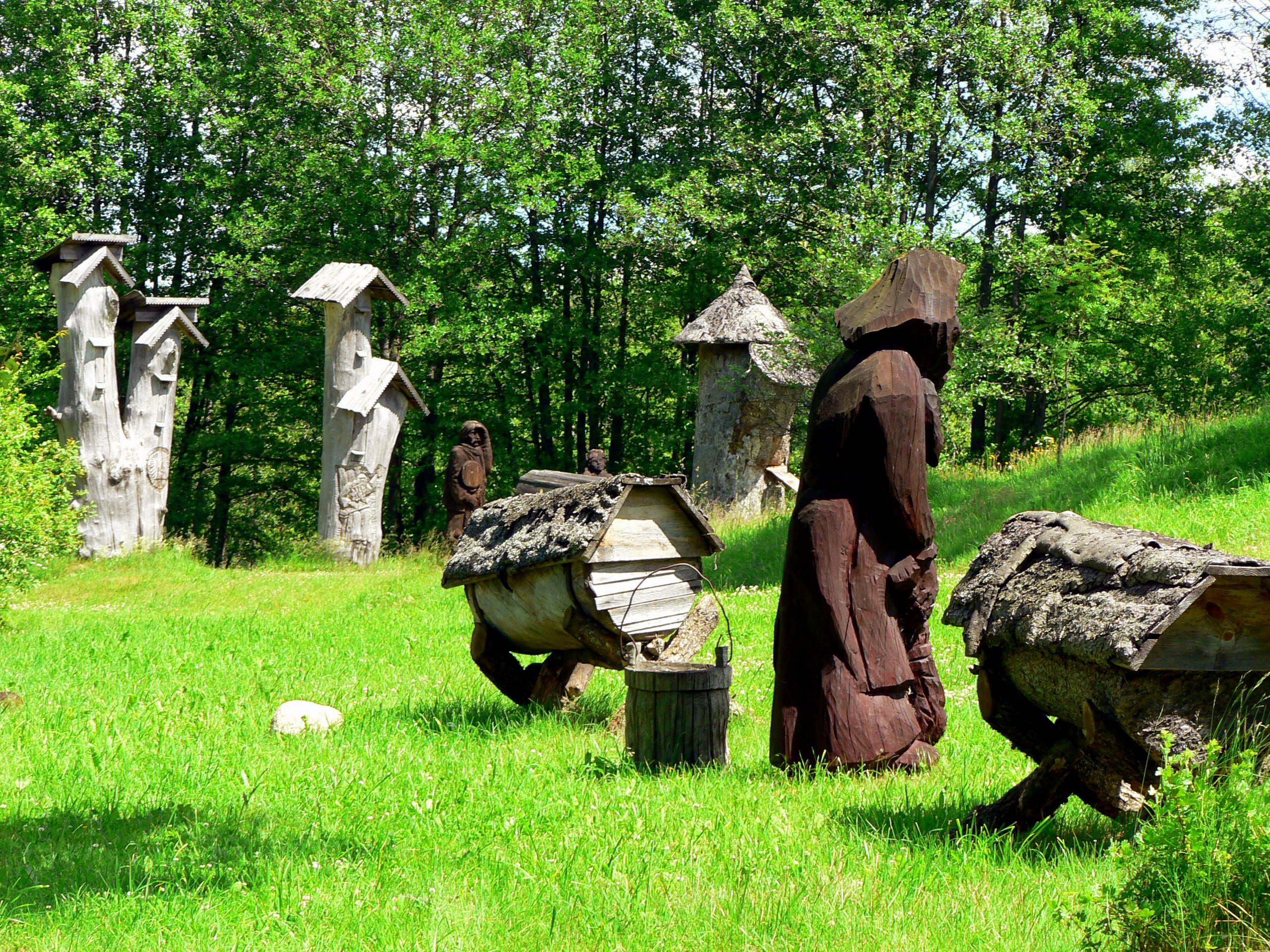
Uitgeholde bomen voor het houden van bijen in een museum in Litouwen

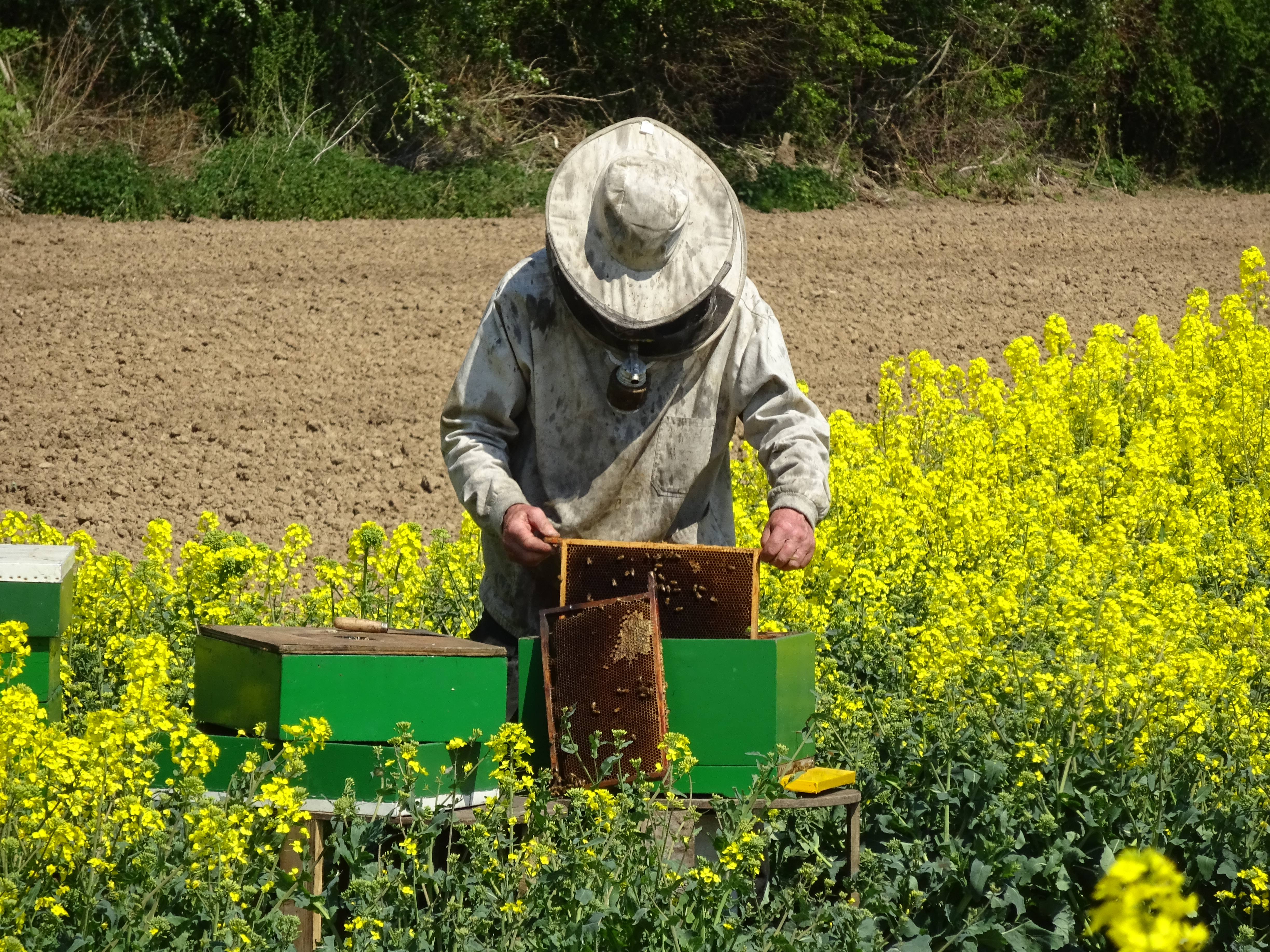
Imker controleert bijenkasten aan koolzaadveld

Een imker (in Noord-Nederland ook bijker) is iemand die zich bezighoudt met de bijenteelt (of apicultuur): de domesticatie en exploitatie van honingbijen of immen ten behoeve van de bestuiving van planten of de winning van honing, propolis en bijenwas. Van de vier soorten honingbijen kunnen slechts de Apis mellifera en de Apis cerana (Aziatische honingbij) door de mens worden gehouden. Er zijn professionele imkers, maar de meeste bijen worden gehouden als hobbyactiviteit.

## Geschiedenis
Lang voordat bijen door mensen werden gehouden, werd honing van in het wild levende bijen geoogst. De eerste berichten van bijenteelt dateren uit het oude Egypte.
In de klassieke oudheid was het houden van bijen algemeen verspreid. Deze vroegste vormen van bijenteelt bestonden uit het vangen van bijenzwermen in uitgeholde boomstammen of aardewerken buizen. Voor het oogsten van de honing moest het volk worden vernietigd.
In sommige landen werd het houden van bijen in holle bomen tot ambacht verheven. Hiervoor werden dikke bomen van 4 tot 15 meter hoog gebruikt, waar de bijen in natuurlijke holten of door de mens uitgeholde plekken werden gehuisvest. Voor het verstevigen van de honingraten werden in de holten kruizen of raten geplaatst. Voor het verzamelen van honing werden lange nauwe uithollingen gebruikt.
In Rusland vormde deze vorm van bijenhouden (daar bortnitsjestvo genoemd; van het woord 'bort'; "holle boom") tot in de 19e eeuw een belangrijke sector van de economie. Toen echter steeds meer bomen werden gekapt rond de plaatsen voor onder andere de landbouw, werd deze vorm van bijenhouderij daar geleidelijk aan vervangen door de bijenstal.
Tot in de twintigste eeuw werden bijen in gevlochten bijenkorven gehouden. De methode van honing oogsten bleef hetzelfde. Omdat het bijenvolk daarvoor gedood moest worden, werd het zwermen aangemoedigd om aan nieuwe volken te komen.
De introductie van de bijenkast met verwisselbare ramen in de negentiende eeuw (uitgevonden door Jan Dzierżon) zorgde voor een radicale breuk met het verleden. Het was nu mogelijk afzonderlijke raten uit de volken te halen, dat maakte het oogsten van honing eenvoudig en het afzwavelen van bijenvolken overbodig.
In de oude korfimkerij was het zwermen van bijenvolken erg belangrijk, in de moderne imkerij speelt juist het voorkomen van zwermen een grote rol: zo worden grote volken gecreëerd, die veel honing opleveren.
Een andere ontwikkeling die bepalend is geweest voor de imkerij, is de komst van de varroamijt naar Europa. Sindsdien is de bestrijding van de varroamijt een vast onderdeel geworden van het imkeren. De komst van de varroamijt is voor veel imkers een reden geweest te stoppen met het houden van bijen.
Een nieuw probleem is een invasieve exoot in de gedaante van de Aziatische hoornaar die veel honingbijen eet.  

## Imkerij in de Lage Landen
Het op commerciële basis houden van bijen louter voor de productie van honing komt vrijwel niet meer voor. De weinige commerciële imkers houden zich bezig met bestuiving. Voor de meeste andere imkers is bijenhouden een liefhebberij. De meeste van de ca 8.000 imkers in Nederland zijn lid van de Nederlandse BijenhoudersVereniging (NBV) of van Imkers Nederland. De Vlaamse imkerij is georganiseerd in de Koninklijke Vlaamse Imkersbond en het 'Vlaams Bijeninstituut (VBI)'.

## Producten

### Honing
Honing wordt door de bijen gemaakt uit nectar. Honing kan in de lente, zomer en in de herfst worden geoogst, het hangt van de beschikbaarheid van nectarbronnen af wanneer precies.
Honingsoorten van het voorjaar zijn fruithoning (Kers, appel, pruim en soms peer), wilgenhoning (als het weer goed is en er voldoende wilgen beschikbaar zijn) en soms paardenbloemhoning.
Later kan de Kastanje honing opleveren en daarna de Acacia.
De Linde is meestal de laatste belangrijke "dracht" voor de imker. Na de Linde is op de meeste plaatsen in Nederland niet veel honing meer te verwachten.
Een uitzondering is soms de heide. Heidehoning is een heel speciale honing die door enkele imkers gewonnen wordt.

### Bijenwas
Bijenwas wordt gebruikt voor de productie van kaarsen, zeep, boenwas, etc., en voor nieuwe kunstraat. Het wordt door vrijwel iedere imker gewonnen bij het vervangen van oude raten.

### Stuifmeel
Stuifmeel wordt met behulp van een speciaal roostertje voor de vliegopening gewonnen. Er kan van één bijenvolk echter niet te veel stuifmeel worden gehaald, omdat de bijen het zelf te hard nodig hebben. Het winnen van stuifmeel komt in Nederland dan ook (vrijwel) niet voor.

### Propolis
Propolis, een soort lijm die de bijen maken van hars van de knoppen van bomen, wordt door bijen gebruikt om kieren en openingen in de kast mee dicht te kitten. Aan propolis worden verschillende geneeskrachtige eigenschappen toegeschreven; het schijnt licht bacterie- en schimmeldodend te werken.

### Koninginnengelei
Koninginnengelei is het voedsel van koninginnenlarven en de jonge larven van werksters. Ook aan koninginnengelei worden allerlei geneeskrachtige eigenschappen toegeschreven, geen daarvan is bewezen. De winning van koninginnengelei is tamelijk arbeidsintensief en komt in Nederland weinig voor.

## Methoden

### Zwermverhindering
Elk bijenvolk heeft de neiging te gaan zwermen in het voorjaar, dat het volk zwermt is echter onwenselijk: het volk wordt er aanzienlijk door verzwakt, en zeker in de bebouwde kom kan een zwerm overlast geven. Aan zwermverhindering wordt dan ook het grootste deel van de arbeid besteed. Door een kunstzwerm te maken kan het zwermen meestal wel worden voorkomen.

### Varroabestrijding
Niet-bevestigde geruchten over varroaresistente bijen ten spijt passen de meeste imkers wel de een of andere vorm van varroabestrijding toe, in het voorjaar door het verwijderen van darrenraat, en verder meestal in het najaar door behandeling met chemische middelen of zuren.

### Inwintering
In landen met een kouder klimaat, zoals Nederland, houden honingbijen een soort van winterslaap. Omdat hun wintervoedsel, de honing, hen is afgenomen, moeten zij in de herfst worden bijgevoerd met suikerwater. Eén bijenvolk heeft ongeveer twaalf tot veertien kilo suiker nodig om de winter door te komen.

### Koninginneteelt
Sommige imkers laten de bijen niet zelf een nieuwe koningin produceren, maar voeren gekweekte koninginnen in hun volk in, om het ras van hun bijen zuiver te houden. Zo zijn zij verzekerd van een hoge honingopbrengst en vriendelijke bijen.

### Bijenkasten
Bijenkasten zijn de behuizingen waar hedendaagse imkers de bijenkolonies in huisvesten. In de beginperiode van de domesticatie van honingbijen werden volken in holle boomstammen gehouden. Later maakten deze plaats voor de gevlochten bijenkorf. Tegenwoordig zijn er nog een aantal hobbyisten die korven gebruiken, maar is het gros van de imkers overgeschakeld op het gebruik van bijenkasten. Verreweg de meeste van deze kasten zijn gemaakt van hout, maar meer en meer wordt er overgeschakeld naar kunststof kasten. Deze kunststof varianten zijn hygiënischer, lichter en duurzamer. Ook de kunststof varianten van bijenkasten zijn op te delen in 2 categorieën: piepschuim (Segeberger) en hard kunststof (i-Bee kast)

### Gereedschap
Sommige imkers dragen bij hun werkzaamheden een kap om zich de bijen uit het gezicht te houden. Een aantal draagt handschoenen, meer ervaren imkers laten die vaak achterwege om het werk gemakkelijker te maken. Met rook uit een speciale pijp of beroker worden de bijen rustig gehouden, aangezien de bijen zich dan gaan volzuigen met honing omdat ze denken dat er gevaar dreigt en zodoende een reserve inslaan. Doordat ze volgezogen zijn met honing steken ze veel minder gemakkelijk. Soms wordt in plaats daarvan een fijn vernevelende plantenspuit gebruikt, maar dit is niet aan te raden, omdat er zo meer vocht in de kast komt. Dat is niet goed voor de houdbaarheid van de honing.